# Трансцитоз
Трансцитоз (лат. trans — сквозь, через и греч. cytos — клетка) — процесс, который характерен для некоторых типов клеток, объединяющий признаки экзоцитоза и эндоцитоза. На одной поверхности клетки формируется эндоцитозный пузырек, который переносится к противоположному концу клетки и становится экзоцитозным пузырьком, выделяет своё содержимое во внеклеточное пространство (например, в сосуды). Процессы трансцитоза протекают активно в цитоплазме плоских клеток, выстилающих сосуды (эндотелиоцитах), особенно в капиллярах. В этих клетках пузырьки, сливаясь, способны образовывать временные трансцеллюлярные каналы, через которые могут транспортироваться водорастворимые молекулы.
Ход образования эндоцитозных пузырьков опосредуется особыми фузогенными (от лат. fusio — слияние) мембранными белками, которые концентрируются в местах инвагинации плазмалеммы. Эти же белки при экзоцитозе способствуют слиянию мембраны пузырька с плазмалеммой. Заметную роль в процессах экзоцитоза и эндоцитоза играют элементы цитоскелета, как например, микрофиламенты и микротрубочки.